# Землетрясения в восточной части Новой Гвинеи (2010)
Землетрясение магнитудой 6,2 произошло 17 апреля 2010 года в 23:15:22 (UTC) в восточной части острова Новая Гвинея (Папуа — Новая Гвинея), в 34,4 км к востоку от города Лаэ. Гипоцентр землетрясения располагался на глубине 53 км.
Землетрясение ощущалось в населённых пунктах: Маданг, Лаэ, Горока, Порт-Морсби, Алотау, Булоло, Каинанту, Керема, Кимбе, Вау.
В результате землетрясения сообщений о жертвах и крупных разрушениях не поступало. Экономический ущерб составил менее 0,37 млн долларов США.

## Повторные землетрясения

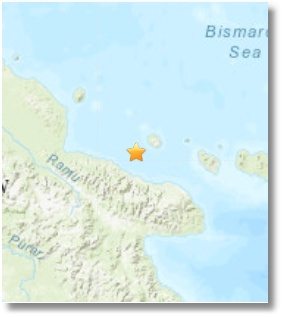
Эпицентр повторного землетрясения 4 августа 2010 года в Новогвинейском море

4 августа 2010 года в восточной части Новой Гвинеи, в Новогвинейском море, произошло землетрясение магнитудой 6,5. Гипоцентр землетрясения находился на глубине 220 километров. Эпицентр землетрясения был расположен в 118,4 км к востоку-юго-востоку от Маданга. 
Подземные толчки ощущались в Порт-Морсби, Лаэ, Горока, Каинанту, Керема, Маданг, Маунт-Хаген, Вау. Сообщений о жертвах и разрушениях не поступало.

## Тектонические условия региона
С 1900 года в регионе Новой Гвинеи было зарегистрировано 22 землетрясения с магнитудой 7,5+. Основными механизмами землетрясений являются боковое давление и горизонтальное смещение горных пород, связанное со столкновением континента с островной дугой и относительными движениями между многочисленными локальными микроплитами. Крупнейшим землетрясением в регионе было событие с магнитудой 8,2 в северной провинции Индонезии Папуа, в результате которого в 1996 году погибло 166 человек.
Граница между австралийской и тихоокеанской плитами протяженностью более 4000 км простирается от Зондского жёлоба (Ява) на западе до Соломоновых островов на востоке. Восточный участок границы длиной более 2300 км простирается на запад от северо-востока австралийского континента и Кораллового моря до пересечения с восточным побережьем Папуа — Новой Гвинеи. На границе преобладает общая северная субдукция Австралийской плиты.